# Grzybowo (Wągrowiec)
Pour les articles homonymes, voir Grzybowo.
Grzybowo (prononciation : [ɡʐɨˈbɔvɔ]) est un village polonais de la gmina de Skoki dans le powiat de Wągrowiec de la voïvodie de Grande-Pologne dans le centre-ouest de la Pologne.
Il se situe à environ 6 kilomètres au nord-ouest de Skoki (siège de la gmina), 13 kilomètres au sud-ouest de Wągrowiec (siège du powiat), et à 36 kilomètres au nord de Poznań (capitale de la Grande-Pologne).

## Histoire
De 1975 à 1998, le village faisait partie du territoire de la voïvodie de Poznań.

Depuis 1999, Grzybowo est situé dans la voïvodie de Grande-Pologne.